# ليستر الشرقية (دائرة انتخابية في المملكة المتحدة)
ليستر الشرقية (بالإنجليزية: Leicester East)‏ هي إحدى الدوائر الانتخابية في المملكة المتحدة الممثلة في مجلس العموم في برلمان المملكة المتحدة.
عضو البرلمان الذي يمثلها حالياً هو :Rt Hon Keith Vaz (Lab).